# Berosus trilobus
Berosus trilobus – gatunek chrząszcza z rodziny kałużnicowatych i podrodziny Hydrophilinae.
Gatunek ten opisany został w 1863 roku przez Louisa Chevrolata.
Chrząszcz o ciele długości od 3,2 do 3,7 mm. Ubarwienie głowy metalicznie czarne, tła przedplecza i pokryw jasne; na przedpleczu duża, ciemna, trójpłatkowa plama środkowa, na pokrywach ciemne, poprzeczne kropki w tylnej połowie międzyrzędów od pierwszego do siódmego oraz ciemne międzyrzędy od ósmego do dziesiątego. Wierzchołki pokryw bez ząbków, ale z przedwierzchołkowym nabrzmieniem. Śródpiersie z blaszkowatym, prostokątnym wyrostkiem o dużych zębach: przednim i tylnym. Na piątym widocznym sternicie odwłoka prostokątne wycięcie z ząbkiem środkowym, a na pierwszym widocznym sternicie podłużny kil ciągnący się przez całą długość. Samiec ma środkowy płat edeagusa w widoku bocznym dziobowato zakończony i z długim wyrostkiem u nasady.
Owad ten zasiedla głównie strumienie i rzeki o czystej wodzie. Znany z Dominikany oraz kubańskich prowincji: Camagüey, Granma, Guantánamo, Holguín, Matanzas, Pinar del Río, Sancti Spíritus i Santiago de Cuba.